# Zastava NTV
Le Zastava NTV ( serbe : Ново теренско возило; trad : Nouveau véhicule tout-terrain) est un véhicule de mobilité d'infanterie tout-terrain 4x4 serbe conçu par l'Institut technique militaire et Zastava Trucks et fabriqué par Zastava TERVO. Les principaux utilisateurs sont les forces armées serbes; le véhicule peut également être proposé pour le marché d'exportation.

## Caractéristiques
Le premier véhicule prototype a été conçu en 2011 par l'Institut technique militaire en collaboration avec des experts de la faculté d'ingénierie de l'Université de Kragujevac et des ingénieurs de Zastava Trucks dans le but d'équiper les forces armées serbes. Il a été conçu avec un châssis modulaire pour transporter rapidement des troupes et divers équipements sur route et hors route.
Grâce au châssis modulaire, de nombreuses versions différentes ont été développées de 2011 à 2017. Après des tests approfondis par le centre de tests techniques avec 25 000 km de tests dans des conditions difficiles sur et hors route,  des versions ont été adaptées pour les forces armées serbes et pour l'exportation. Il est conçu pour des performances dans les environnements de montagne, de vallée, de forêt, de neige, d'humidité, de froid et de chaleur. Le Zastava NTV est capable de fonctionner à différentes températures ambiantes allant de −25° à 40°. Le véhicule a des angles d'approche et de départ de 35° chacun. Le Zastava NTV peut négocier des pentes longitudinales de 60% et des pentes transversales de 35%. Il peut passer traverser à gué sous 0,7 m.
Le véhicule peut transporter 1,4 tonne de fret et tracter une remorque d'un poids de 1,7 tonne. Par exemple, il pourrait transporter 32 caisses en bois avec 64 obus de mortier de 120 mm qui pèsent 1 408 kg et remorquer un mortier de 120 mm.
Dans les variantes de base, il y a un moteur diesel turbocompressé Cummins 2.8 l. avec refroidisseur d'air d'admission et une boîte de vitesses mécanique synchrone ZF 5S 400 à 5 rapports. Il est équipé d'ABS, EBD et ABD pour le freinage. Il est configuré en 4x4 avec traction intégrale permanente avec commande de blocage électrique pour l'entraînement du séparateur et commandes différentielles électriques séparées pour le pont avant et arrière. Il est équipé de pneus radiaux tubeless 255/100 R16 avec run flat en option.

## Versions
Il existe trois versions différentes de NTV,,:   
- 40.13H - 2+1
- 40.13H Cabine allongée - 8+1
- 40.13H - 5+1

Grâce à sa conception modulaire, il pouvait être équipé en ambulance, atelier, poste de commandement et de contrôle, communications militaires, police militaire, transport, reconnaissance, radar terrestre et aérien, surveillance sonore et version armée.

### Armements
La version 40.13H a été présenté en version armée en 2017 au "Salon de la défense partenaire" avec le lance-grenades automatique Zastava 30 mm M-93 ou dans la même configuration pourrait être armé avec le fusil mitrailleur lourd Zastava M02 Coyote 12,7 mm. Il est également possible d'équiper le Zastava NTV d'une station d'armes téléopérée M-15 et en option d'autres armes pourraient être montées ; avec un système de lance-roquettes monté sur tourelle pour des missiles légers tels que GHIBKA 3M-47 pour Igla ou Strela 2 et missiles Strela 10 ou missiles antichar tels Mayutka ou Kornet.

## Opérateurs
- Serbie – 10 dans les forces armées serbes